# Boyband (singolo)
Boyband è un brano musicale del gruppo pop rock italiano Velvet, pubblicato come singolo nel luglio 2001 dall'etichetta discografica EMI Music.

## Descrizione
Il brano è stato scritto dai quattro componenti del gruppo, Pierluigi Ferrantini, Alessandro Sgreccia, Giancarlo Cornetta e Pierfrancesco Bazzoffi, ed era incluso nel loro album di debutto, Versomarte, pubblicato nello stesso anno. La canzone è uno sberleffo nei confronti delle boy band, gruppi di soli componenti maschili, che tra la fine degli anni Novanta e i primi Duemila avevano parecchio successo, come i Backstreet Boys, i Take That e i 5ive.

## Il singolo
La canzone è stata estratta come terzo singolo dall'album di esordio del gruppo, Versomarte, come singolo estivo dopo la partecipazione del Velvet al Festival di Sanremo 2001 nella sezione Giovani con il brano Nascosto dietro un vetro. Ottenne un immediato successo radiofonico e commerciale, venendo presentato nelle principali rassegne musicali di quella estate come il Festivalbar, tanto che il brano venne inserito anche nella Compilation Rossa di quell'anno. B-side del singolo era una versione remixata del brano.

## Tracce
CD-Single (EMI 7243 879729 2 6 (EMI) / EAN 0724387972926)
1. Boy Band – 3:38
2. Boy Band (Remix Version) – 4:53

## Classifiche
| Classifica (2001) | Posizione raggiunta |
| ----------------- | ------------------- |
| Italia            | 10                  |